# 장쥔차이
장쥔차이(중국어 간체자: 张俊才, 정체자: 張俊才, 병음: Zhāng Jùncái, 1966년 3월 31일 ~ )는 전 세계에서 생존해 있는 사람 중에서 2번째로 가장 높은 242cm(7피트 11인치)로 알려져 있는 중국 사람이다. 공식적으로 생존해 있는 남자 중에서 1번째 1982년생 술탄 쾨센 251cm, 2번째 1966년생 장쥔차이가 242cm로, 1951년생 바오시순 236cm보다 크다.